# Actenodia jucunda
Actenodia jucunda là một loài bọ cánh cứng trong họ Meloidae. Loài này được Erichson miêu tả khoa học năm 1843.